# Football Club des Girondins de Bordeaux (féminines)
Maillots
La section féminine du Football Club des Girondins de Bordeaux était un club féminin de football français, né en 2015 d'un rapprochement avec l'Entente sportive blanquefortaise. 
Après des résultats encourageants en D1, le club se trouve en difficulté. Les Girondines devaient évoluer en Division 2 pour la saison 2024/2025 mais la DNCG a exclu le club de tout championnat national. Elles évoluent donc en Régional 1 féminine la saison 2024/2025. Qui sera leur seule saison en Régional car elles réussiront à terminer première de leur groupe et a gagner en barrages contre le Football Club d'Annecy (n'a pas été créé de site). Qui leur permettront leur accession en D3 Féminine pour la saison 2025/2026.

## Histoire

### Une progression constante (2015-2018)
À l'image d'autres clubs de Ligue 1, les Girondins de Bordeaux souhaitaient créer leur section féminine. Après avoir écarté l'idée de la création d'une section féminine à la base, faute de place notamment, le président bordelais Jean-Louis Triaud a choisi de se tourner vers un rapprochement avec l'Entente sportive blanquefortaise qui dispose d'une équipe en Division 2. En juillet 2015, la section féminine de l'ES Blanquefort devient la section féminine des Girondins de Bordeaux. Liliane Delluc, présidente de l'ES Blanquefort en prend la responsabilité.
Le 20 mars 2016, l'équipe joue au stade Matmut-Atlantique.
Un an après le lancement de l'équipe, la montée en Division 1 est validée lors de la dernière journée du championnat de Division 2.
Le 25 mai 2017, l'équipe arrache un match nul (2-2) sur le terrain du PSG et se maintient en Division 1 grâce notamment à l'apport de 3 recrues en janvier 2017: Delphine Chatelin, Emelyne Laurent et Ghoutia Karchouni.
Le 28 mai 2017, la DH remporte la coupe d'Aquitaine face à Bergerac (3-1).

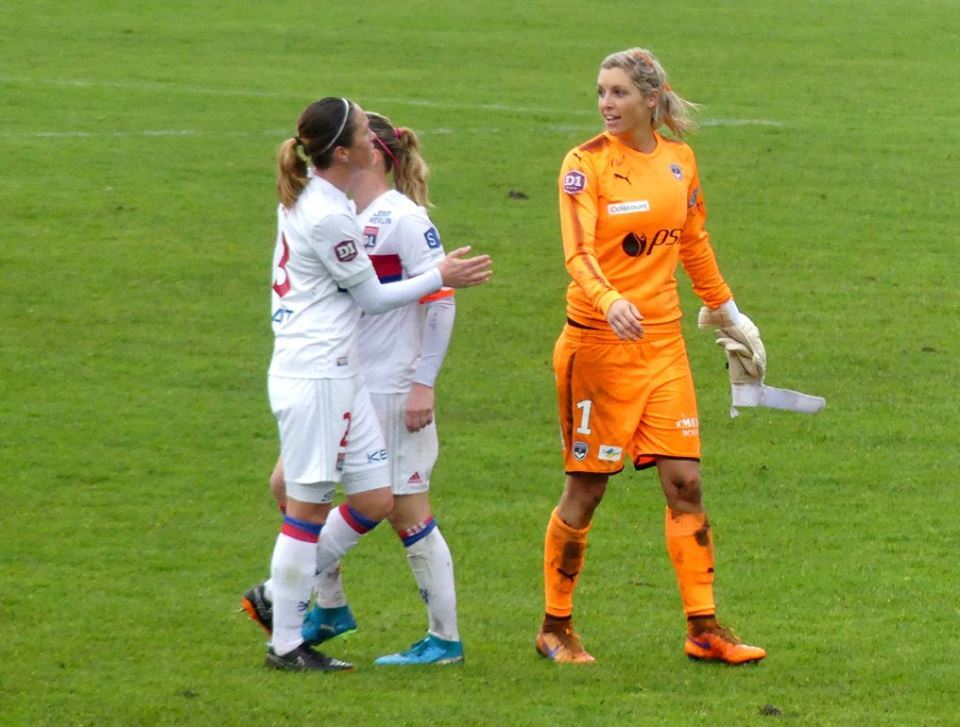
Camille Abily s'entretient avec la gardienne de Bordeaux Erin Nayler, en 2018.

Pour la saison 2017-2018, les Girondins de Bordeaux, qui tendent à une professionnalisation croissante, possèdent 12 contrats fédéraux dans leur effectif, dont des joueuses étrangères (deux Brésiliennes et une Néo-Zélandaise), une première fois de l'histoire du club. La saison se termine d'une septième place.

### Une réelle montée en puissance (2018-2021)
Pleines d'ambitions, le club bordelais recrute des internationales françaises pour la saison 2018-2019, Viviane Asseyi et Claire Lavogez. Alors que les joueuses bordelaises effectuent une tournée aux États-Unis en mars, elles terminent la saison à la quatrième place de la D1.
Toujours dans une volonté d'apporter encore plus de professionnalisme au sein du club, un nouvel entraîneur est recruté à l'aube de la saison 2019-2020, l'Espagnol Pedro Martínez Losa, accompagné de son staff. De plus, l'effectif se renforce de nouvelles internationales françaises, Charlotte Bilbault, Estelle Cascarino et Ouleymata Sarr, et jamaïcaine Khadija Shaw. Alors qu'elles stagnaient en 16e de finale de la Coupe de France depuis trois ans, les Girondines se qualifient pour la première fois en demi-finale après s'être offert Montpellier en quart. En février 2020, quatre bordelaises sont appelées en équipe de France pour disputer le Tournoi de France, un record.
Début septembre 2020, le club annonce la prolongation de contrat de Pedro Martínez Losa au poste d'entraîneur. L'Espagnol et ses deux adjoints sont donc liés aux Girondins jusqu'en juin 2022. Au terme d'une saison 2020-2021 historique pour le club, les Girondines finissent à la troisième place en D1 et se qualifient pour la première fois en Ligue des champions. Pedro Martínez Losa quitte cependant le club pour devenir entraîneur de l'équipe d'Écosse.

### Un projet réorienté (2021-2024)
À la suite du changement de propriétaire du club, passant sous la présidence de Gérard Lopez, et malgré une prestation de haut-vol en tour qualificatif de Ligue des Champions, l'équipe semble marquer un coup d'arrêt durant la saison 2021-2022 malgré le recrutement d'un entraîneur reconnu dans le milieu, Patrice Lair. Certaines joueuses importantes quittent le club au mercato d'été (Khadija Shaw, Estelle Cascarino...), puis au mercato d'hiver (Vanessa Gilles, Malia Berkely, Svava Ros Gudmunsdottir, Paige Culver). L'entraîneur déclare tôt dans la saison que le club n'est pas équipé pour jouer les premiers rôles, et se concentrera désormais sur la formation et l'émergence de talents locaux, ce qui laisse poindre un doute sur la prolongation d'autres éléments importants de l'équipe en fin de contrat en 2022 (Anna Moorhouse, Charlotte Bilbaut, Eve Périsset, Katja Snoeijs). A la mi-saison, Bordeaux n'est que 7ème du championnat, loin derrière les places qualificatives pour l'UWCL, et semble rentrer dans le rang. L'entraîneur Patrice Lair est l'entraineur des Girondines de Bordeaux de 2021 à 2024.

### Rétrogradation administrative
La Direction nationale du contrôle de gestion (DNCG) de la Fédération française de football exclut la section féminine du club des divisions nationales en septembre 2024. La décision est prise après l’audition du club bordelais et d’un représentant du fonds d’investissement anglais Sphera Partners, repreneur annoncé de la section féminine du FCGB, qui renonce après cette décision.
L’équipe féminine sera rétrogradée en 4e niveau (championnats organisés par chaque Ligue régionale) alors qu’elle devait commencer son championnat le 15 septembre contre Nice en Division 2, où, prise dans la tourmente financière des Girondins, elle venait d’être rétrogradée

## Résultats sportifs

### Palmarès
Le tableau suivant liste le palmarès du club actualisé à l'issue de la saison 2018-2019 dans les différentes compétitions officielles au niveau national, international, régional.
| Compétitions nationales | Équipes de jeunes                          |
| - Championnat de France - Meilleure performance : 3e (2020 et 2021) - Championnat de France D2 - Vice-champion : 2016 - Coupe de France - Meilleure performance : Demi-finaliste (2020) | Votre aide est la bienvenue                |
| - Championnat de France - Meilleure performance : 3e (2020 et 2021) - Championnat de France D2 - Vice-champion : 2016 - Coupe de France - Meilleure performance : Demi-finaliste (2020) | Équipe réserve                             |
| - Championnat de France - Meilleure performance : 3e (2020 et 2021) - Championnat de France D2 - Vice-champion : 2016 - Coupe de France - Meilleure performance : Demi-finaliste (2020) | - Coupe d'Aquitaine (1) - Vainqueur : 2017 |

### Bilan saison par saison
Le tableau suivant retrace le parcours du club depuis sa création au sein de l'Entente sportive blanquefortaise en 1981.
L'Entente sportive blanquefortaise a remporté à quatre reprises la Coupe d’Aquitaine : 2006, 2007, 2008 et 2010. Elle a également atteint deux fois les huitièmes de finale de la Coupe de France.
| Compétition | Championnat | Championnat | Championnat | Championnat | Championnat | Championnat | Championnat | Championnat | Championnat | Coupe de France | Coupe de France | Coupe de France | Coupe de France | Coupe de France | Coupe de France | Coupe de France | Ligue des champions | Ligue des champions | Ligue des champions | Ligue des champions | Ligue des champions | Ligue des champions | Ligue des champions |
| Saison      | Div         | Pts         | J           | G           | N           | P           | BP          | BC          | Classement  | J               | G               | N               | P               | BP              | BC              | Résultat        | J                   | G                   | N                   | P                   | BP                  | BC                  | Résultat            |
| ----------- | ----------- | ----------- | ----------- | ----------- | ----------- | ----------- | ----------- | ----------- | ----------- | --------------- | --------------- | --------------- | --------------- | --------------- | --------------- | --------------- | ------------------- | ------------------- | ------------------- | ------------------- | ------------------- | ------------------- | ------------------- |
| 2015-2016   | D2          | 77          | 22          | 17          | 4           | 1           | 74          | 14          | 1er (Gr. B) | 4               | 2               | 2               | 0               | 8               | 3               | 8es de finale   | -                   | -                   | -                   | -                   | -                   | -                   | -                   |
| 2016-2017   | D1          | 16          | 22          | 3           | 7           | 12          | 14          | 43          | 10e         | 2               | 1               | 0               | 1               | 7               | 2               | 16es de finale  | -                   | -                   | -                   | -                   | -                   | -                   | -                   |
| 2017-2018   | D1          | 22          | 22          | 5           | 7           | 10          | 19          | 33          | 7e          | 2               | 1               | 0               | 1               | 7               | 2               | 16es de finale  | -                   | -                   | -                   | -                   | -                   | -                   | -                   |
| 2018-2019   | D1          | 34          | 22          | 10          | 4           | 8           | 26          | 34          | 4e          | 1               | 0               | 1               | 0               | 0               | 0               | 16es de finale  | -                   | -                   | -                   | -                   | -                   | -                   | -                   |
| 2019-2020   | D1          | 37          | 16          | 12          | 1           | 3           | 36          | 12          | 3e          | 4               | 0               | 3               | 1               | 6               | 7               | Demi-finaliste  | -                   | -                   | -                   | -                   | -                   | -                   | -                   |
| 2020-2021   | D1          | 44          | 22          | 14          | 2           | 6           | 50          | 23          | 3e          | 1               | 1               | 0               | 0               | 5               | 0               | Arrêtée         | -                   | -                   | -                   | -                   | -                   | -                   | -                   |
| 2021-2022   | D1          | 35          | 22          | 11          | 2           | 9           | 38          | 29          | 6e          | 1               | 0               | 0               | 1               | 0               | 4               | 16es de finale  | 4                   | 3                   | 0                   | 1                   | 10                  | 7                   | 2e TQ               |
| 2024-2025   | R1          | 61          | 22          | 20          | 1           | 1           | 114         | 10          | 1er         |                 |                 |                 |                 |                 |                 |                 |                     |                     |                     |                     |                     |                     |                     |
| Total       | Total       | Total       | 180         | 92          | 28          | 50          | 371         | 159         | -           | 14              | 5               | 6               | 3               | 33              | 14              | -               | 4                   | 3                   | 0                   | 1                   | 10                  | 7                   | -                   |

## Effectif professionnel actuel
Le tableau liste l'effectif féminin professionnel des Girondins de Bordeaux pour la saison 2024-2025.

## Personnalités du club

### Joueuses emblématiques

#### Les plus capées
Le tableau ci-dessous présente les joueuses ayant disputées le plus de matchs avec l'Entente sportive blanquefortaise puis avec les Girondins de Bordeaux depuis la fusion en 2015.
À jour au 11 juin 2021.
| Rang | Joueuses             | Période     | D1 | D2  | D3  | CdF | Total |
| 1re  | Sarah Cambot         | 2008-2018   | 44 | 164 | —   | 16+ | 224   |
| 2e   | Andréa Lardez        | depuis 2011 | 91 | 108 | —   | 19+ | 218   |
| 3e   | Margaux Montegut     | 2006-2018   | 21 | 111 | 12+ | 13+ | 157   |
| 4e   | Juliette Loumagne    | 2009-2017   | 18 | 121 | —   | 11+ | 150   |
| 5e   | Chloé Billaud        | 2010-2018   | 19 | 117 | —   | 12+ | 148   |
| 6e   | Lucile Ossul         | 2007-2016   | —  | 127 | 9   | 10+ | 146   |
| 7e   | Margaux Aimé         | 2010-2017   | 2  | 119 | —   | 12+ | 133   |
| 8e   | Emmanuelle Lacroix   | 2011-2018   | 14 | 106 | —   | 11+ | 131   |
| 9e   | Sophie Istillart     | 2013-2020   | 72 | 34  | —   | 12+ | 118   |
| 10e  | Emmanuelle Saboulard | 2011-2017   | 5  | 90  | —   | 10+ | 105   |

Le tableau ci-dessous présente les joueuses ayant disputées le plus de match avec le club depuis la saison 2015-2016, et l'adoption de l'appellation Girondins de Bordeaux.
À jour le 14/01/2023.
Joueuses les plus capées du club
| Rang | Joueuses          | Période   | D1  | D2 | CdF | Ldc | Total |
| 1re  | Andréa Lardez     | 2015-     | 123 | 22 | 14  | 4   | 163   |
| 2e   | Maëlle Garbino    | 2018-2023 | 86  | —  | 6   | 4   | 96    |
| 3e   | Delphine Chatelin | 2016-2023 | 83  | —  | 8   | —   | 91    |
| 4e   | Ghoutia Karchouni | 2016-2021 | 79  | —  | 8   | —   | 87    |
| 5e   | Sophie Istillart  | 2015-2020 | 72  | 5  | 9   | —   | 86    |
| 6e   | Julie Thibaud     | 2017-2023 | 77  | —  | 8   | —   | 85    |
| 7e   | Claire Lavogez    | 2018-2022 | 67  | —  | 3   | 4   | 74    |
| —    | Vanessa Gilles    | 2018-2022 | 65  | —  | 5   | 4   | 74    |
| 8e   | Sarah Cambot      | 2015-2018 | 44  | 21 | 8   | —   | 73    |
| 9e   | Inès Jaurena      | 2019-2022 | 54  | —  | 5   | 4   | 63    |

#### Meilleures buteuses
Le tableau ci-dessous présente les meilleures buteuses de l'Entente sportive blanquefortaise puis des Girondins de Bordeaux depuis la fusion en 2015.
À jour le 16/01/2023.
| Rang | Joueuses          | Période             | D1 | D2 | D3  | CdF | Ldc | Total |
| 1re  | Sarah Cambot      | 2008-2018           | 6  | 78 | —   | 6+  | —   | 90    |
| 2e   | Juliette Loumagne | 2009-2017           | 1  | 39 | —   | 2+  | —   | 42    |
| 3e   | Khadija Shaw      | 2019-2021           | 32 | —  | —   | 2   | —   | 34    |
| 4e   | Amélie Misslin    | 1999-2010 2012-2013 | —  | 8  | 19+ | 2+  | —   | 29    |
| 5e   | Bahija Chatta     | 2003-2010           | —  | 16 | 10+ | 2+  | —   | 28    |
| 6e   | Viviane Asseyi    | 2018-2020           | 24 | —  | —   | 1   | —   | 25    |
| -    | Katja Snoeijs     | 2020-2022           | 19 | —  | —   | 3   | 3   | 25    |
| 7e   | Andréa Lardez     | 2011-               | 1  | 18 | —   | 0+  | —   | 19    |
| 8e   | Barbe Sabrina     | 2015-2016           | —  | 14 | —   | 4   | —   | 18    |
| 9e   | Maëlle Garbino    | 2018-2023           | 17 | —  | —   | 1   | —   | 18    |
| 10e  | Claire Lavogez    | 2018-2022           | 15 | —  | —   | —   | —   | 15    |

Le tableau ci-dessous présente les meilleures buteuses du club depuis la saison 2015-2016, et de l'adoption de l'appellation des Girondins de Bordeaux.
À jour le 27/05/2023.
Meilleures buteuses du club
| Rang | Joueuses          | Période   | D1 | D2 | CdF | Ldc | Total |
| 1re  | Sarah Cambot      | 2015-2018 | 6  | 24 | 5   | —   | 35    |
| 2e   | Khadija Shaw      | 2019-2021 | 32 | —  | 2   | —   | 34    |
| 3e   | Katja Snoeijs     | 2020-2022 | 19 | —  | 3   | 3   | 25    |
| -    | Viviane Asseyi    | 2018-2020 | 24 | —  | 1   | —   | 25    |
| 4e   | Maëlle Garbino    | 2018-2023 | 21 | —  | 1   | —   | 22    |
| 5e   | Barbe Sabrina     | 2015-2016 | —  | 14 | 4   | —   | 18    |
| 6e   | Claire Lavogez    | 2018-2022 | 15 | —  | —   | —   | 15    |
| 7e   | Mélissa Gomes     | 2021-2023 | 10 | —  | 4   | 1   | 15    |
| 8e   | Ouleymata Sarr    | 2019-2021 | 6  | —  | 3   | —   | 9     |
| 9e   | Nadjma Ali Nadjim | 2017-2018 | 5  | —  | 3   | —   | 8     |

| Saison    | Joueuse                      | Buts |
| 2016-2017 | Emelyne Laurent Sarah Cambot | 5    |
| 2017-2018 | Nadjma Ali Nadjim            | 5    |
| 2018-2019 | Viviane Asseyi               | 12   |
| 2019-2020 | Viviane Asseyi               | 12   |
| 2020-2021 | Khadija Shaw                 | 22   |
| 2021-2022 | Katja Snoeijs                | 10   |
| 2022-2023 | Maëlle Garbino               | 12   |
| 2023-2024 | Hawa Sangaré                 | 5    |

#### Capitaines
| Joueuses           | Capitanats |
| Sophie Istillart   | 49         |
| Sarah Cambot       | 35         |
| Charlotte Bilbault | 34         |
| Andréa Lardez      | 24         |

### Entraîneurs
- Théodore Genoux (2015-2016)
- Jérôme Dauba (2016-2019)
- Pedro Martínez Losa (2019-2021)
- Patrice Lair (2021-Mai 2024)
- Jérôme Dauba (depuis Mai 2024)

## Organisation

### Stades
Pour la première saison en division 1, les matches à domicile se jouent au stade Sainte-Germaine au Bouscat et au stade Matmut-Atlantique. Les équipes féminines des Girondins jouent également au stade Jean-Pierre Delhomme à Blanquefort et s'entraînent au stade Emile Miart à cheval sur les communes du Taillan-Médoc et de Blanquefort. Le 3 mai 2017, la réception de l'Olympique Lyonnais s'est faite au stade Jean-Antoine Moueix à Libourne. L'équipe joue également au stade Robert Monseau de Saint-Médard en Jalles.
Depuis la saison 2019-2020, la plupart des matchs à domicile se jouent au stade Sainte-Germaine au Bouscat, certains matchs se jouant également au stade Jean-Antoine-Moueix à Libourne.

### Finances
Alors qu'elle possédait un budget de 800 000 €, la section féminine des Girondins de Bordeaux le double pour attendre 1,5 million d'euros lors de la saison 2019-2020, budget qui sera revu à la baisse au début de la saison 2022-2023, avec la descente en Ligue 2 de l'équipe masculine et les problèmes financiers qui en découlent, touchant également la section féminine du club.